# وت پرا تات پانوم
وات پرا تات پانوم (انگلیسی: Wat Phra That Phanom) معبدی بودایی در ناحیه تات پانوم در جنوب استان ناکون پانوم، واقع در منطقه ایسان (تایلند) در تایلند و نزدیک به مرز لائوس است. بر اساس افسانه‌ای محلی، این معبد در پاگودای خود فرآ اورانگاتات (Phra Ura (พระอุระ)) یا استخوان‌های سینه بودا را در خود جای داده است. از این رو، این معبد یکی از مهم‌ترین سازه‌های ترواده و مقدس‌ترین مکان بودایی در استان محسوب می‌شود. هر سال، یک جشنواره یک‌هفته‌ای در شهر تات پانوم برای گرامی‌داشت این معبد برگزار می‌شود که هزاران زائر را به این مکان مقدس جذب می‌کند. در بودیسم عامیانه تایلندی، وات فرا تات پانوم مقصدی محبوب برای افرادی است که در میمون (منطقةالبروج) متولد شده‌اند.
این معبد شامل مجموعه‌ای از نقاشی‌هایی است که امثال و حکم سنتی تایلندی را به تصویر می‌کشند.

## تاریخچه

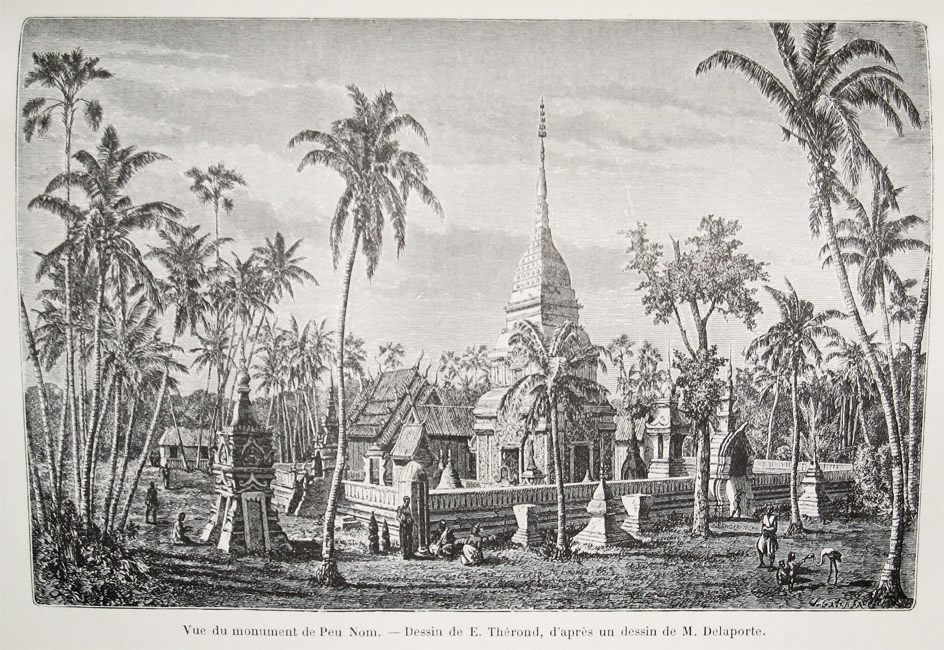
طرحی از فرا تات پانوم اثر لوئیس ماری ژوزف دلاپورت، ۱۸۷۰–۱۸۷۵

بر اساس وقایع‌نامه تات پانوم، استوپای فرا تات پانوم نخستین بار هشت سال پس از درگذشت بودا، توسط پنج پادشاه از پادشاهی مون، معروف به سی گوتوپورا ساخته شد.: 6, 7  با این حال، یافته‌های باستان‌شناسی نشان می‌دهد که قدیمی‌ترین سازه‌های کشف‌شده در این مکان به قرون ۷ یا ۸ میلادی بازمی‌گردند.
طبق افسانه‌ای محلی، بودا به مهاکاشیه‌په، یکی از شاگردان اصلی خود، گفت که پس از مرگش، مهاکاشیه‌په باید استخوان‌های سینه او را به فو کامپرا بیاورد تا بودیسم ادامه یابد. در سال ۵۲۵ پیش از میلاد، مهاکاشیه‌په تصمیم گرفت معبدی بر روی فو کامپرا بسازد. او به همراه ۵۰۰ ارهات و ۵ فرایا استوپای فرا تات پانوم را عمدتاً از خاک رس بنا کردند. پس از تکمیل آن، استخوان‌های سینه بودا از هند آورده شده و درون استوپا قرار داده شد.
پاگودا احتمالاً پیش از سال ۱۱۰۰ میلادی و با طراحی اولیه خمر ساخته شده بود، اما سال‌ها تحت تأثیر پادشاهی‌های لائو قرار داشت که باعث تغییراتی در سبک معماری آن شد و شکل امروزی آن به سبک لائو درآمد. در سال ۱۶۹۰، پاگودا بازسازی و ارتفاع آن به حدود ۴۷ متر افزایش یافت و سپس در سال ۱۹۴۰، ۱۰ متر دیگر به ارتفاع آن افزوده شد.
در سال ۱۹۳۵، این مجموعه به‌عنوان یک اثر باستانی برای حفاظت، توسط اداره هنرهای زیبا در تایلند ثبت شد.
در مارس ۱۹۷۵، زلزله‌ای باعث ایجاد ترک‌هایی در پاگودا شد. در ۱۱ اوت ۱۹۷۵، ساعت ۱۹:۳۸، کل پاگودا در اثر بارش شدید چندروزه فرو ریخت. این سازه با کمک‌های مالی عمومی و کمک دولت سلطنتی تایلند بازسازی شد و در ۲۳ مارس ۱۹۷۹ تکمیل گردید. در زمان بازسازی، شاه بومیپول آدولیاده و سیریکیت همراه با سایر اعضای خاندان سلطنتی از این مکان بازدید کردند و بقایای مقدس بودا را مجدداً در آن قرار دادند. بسیاری از اشیای ارزشمند، از جمله یک کره طلایی ۱۱۰ کیلوگرمی، در زمان بازسازی در داخل پاگودا قرار گرفت. همچنین، زائرانی از لائوس نیز در این فرایند مشارکت کردند و اشیای ارزشمندی از وینتیان مانند یک چتر هفت‌طبقه‌ای طلایی به سبک لان زانگ را در معبد نهادند. برای حفاظت از معبد، حدود ۴ هکتار از زمین‌های جلوی آن در فهرست حفاظتی ثبت شد. این منطقه به ناحیه بودا معروف است.